# 63 Ausonia
63 Ausonia је астероид главног астероидног појаса. Приближан пречник астероида је 103,14 km,
а средња удаљеност астероида од Сунца износи 2,395 астрономских јединица (АЈ).
Инклинација (нагиб) орбите у односу на раван еклиптике је 5,785 степени, а орбитални период износи 1354,150 дана (3,707 године). Ексцентрицитет орбите астероида износи 0,125.
Апсолутна магнитуда астероида износи 7,55 а геометријски албедо 0,158.
Астероид је откривен 10. фебруара 1861. године.